# West Whittier-Los Nietos
West Whittier-Los Nietos és una concentració de població designada pel cens dels Estats Units a l'estat de Califòrnia. Segons el cens del 2000 tenia 25.129 habitants.

## Demografia
Segons el cens del 2000, West Whittier-Los Nietos tenia 25.129 habitants, 6.720 habitatges, i 5.597 famílies. La densitat de població era de 3.865,5 habitants/km².
Dels 6.720 habitatges en un 43,5% hi vivien nens de menys de 18 anys, en un 59,7% hi vivien parelles casades, en un 16,3% dones solteres, i en un 16,7% no eren unitats familiars. En el 13,5% dels habitatges hi vivien persones soles el 6,9% de les quals corresponia a persones de 65 anys o més que vivien soles. El nombre mitjà de persones vivint en cada habitatge era de 3,73 i el nombre mitjà de persones que vivien en cada família era de 4,04.
Per edats la població es repartia de la següent manera: un 30,9% tenia menys de 18 anys, un 10,8% entre 18 i 24, un 29,7% entre 25 i 44, un 18,2% de 45 a 60 i un 10,4% 65 anys o més.
L'edat mediana era de 30 anys. Per cada 100 dones de 18 o més anys hi havia 91,7 homes.
La renda mediana per habitatge era de 45.921 $ i la renda mediana per família de 47.699 $. Els homes tenien una renda mediana de 33.012 $ mentre que les dones 26.057 $. La renda per capita de la població era de 14.417 $. Entorn del 6,3% de les famílies i el 8,9% de la població estaven per davall del llindar de pobresa.

## Poblacions més properes
El següent diagrama mostra les poblacions més properes.